# Виноградський Юрій Степанович
Виноградський Юрій Степанович (нар. 23 квітня (5 травня) 1873, м. Сосниця, тепер смт Чернігівської області — 4 березня 1965, там само) — український юрист, історик, краєзнавець, музейний діяч і діалектолог.

## Біографія
Народився 23 квітня 1873 р. в м. Сосниця Чернігівської губернії наймолодшим сином в багатодітній священницькій сім'ї. Батько Стефан Виноградський був настоятелем Покровської церкви, який в 1885 році був нагороджений орденом Св. Анни III ступеня. З архівних джерел відомо що родина належала до дворянського стану. Проте в радянські часи в своїй автобіографії Юрій Степанович вказував що родина належала до почесних громадян.
Після закінчення Чернігівської гімназії продовжив навчання на юридичному факультеті Університет св. Володимира.
Протягом 1897–1918 рр. працював у судових установах Варшави та Чернігова. Один з фундаторів громадського Комітету по охороні пам'яток старовини і мистецтва у Чернігівській губернії (червень 1917–1918 рр.), видавничого товариства «Сіверянська думка» (грудень 1917–1918 рр.). Перший голова Чернігівського губернського Комітету охорони пам'яток мистецтва і старовини (губкопмісу), створеного у квітні 1919 р. у складі губернського відділу народної освіти.
Співробітники губкопмісу на чолі з Ю. Виноградським виявляли, обстежували і брали на облік пам'ятки історії та культури, музейні збірки, приватні колекції, архіви та бібліотеки, вивчали археологічні старожитності, збирали фольклорно-етнографічні матеріали. Діяльність губкопмісу фактично поклала початок музейному та архівному будівництву на Чернігівщині у пожовтневі часи, сприяла збереженню історико-культурної спадщини, стимулювала пошук нових форм організації краєзнавчого руху. Навесні 1919 р. Ю. Виноградського було обрано головою оновленої Чернігівської губернської архівної комісії, але в умовах докорінної перебудови мережі наукових установ і створення нових дослідницьких осередків, вона невдовзі остаточно припинила своє існування.
Влітку того ж таки 1920 р. Ю. Виноградський переїхав до Сосниці, де одразу ж заснував і очолив краєзнавчий музей, з яким була пов'язана уся його подальша діяльність. Завдяки енергійним заходам Ю. Виноградського, цей заклад досить швидко здобув неабиякий авторитет далеко за межами Чернігівщини. Ю. Виноградський відігравав провідну роль в діяльності Сосницького науково-дослідного товариства, створеного на початку 1921 р. Воно складалося з двох секцій: історично-соціально-економічної та природно-математично-методичної. При товаристві виникла повітова наукова бібліотека, яка налічувала понад 2,5 тис. томів, серед яких були стародруки і рукописні книги. Проте, на зламі 20—30 рр. товариство згорнуло свою роботу, а сам Ю. Виноградський був згодом усунутий від керівництва музеєм і звинувачений у ідеологічних злочинах.
Помер Ю. Виноградський 4 березня 1965 р. у Сосниці.

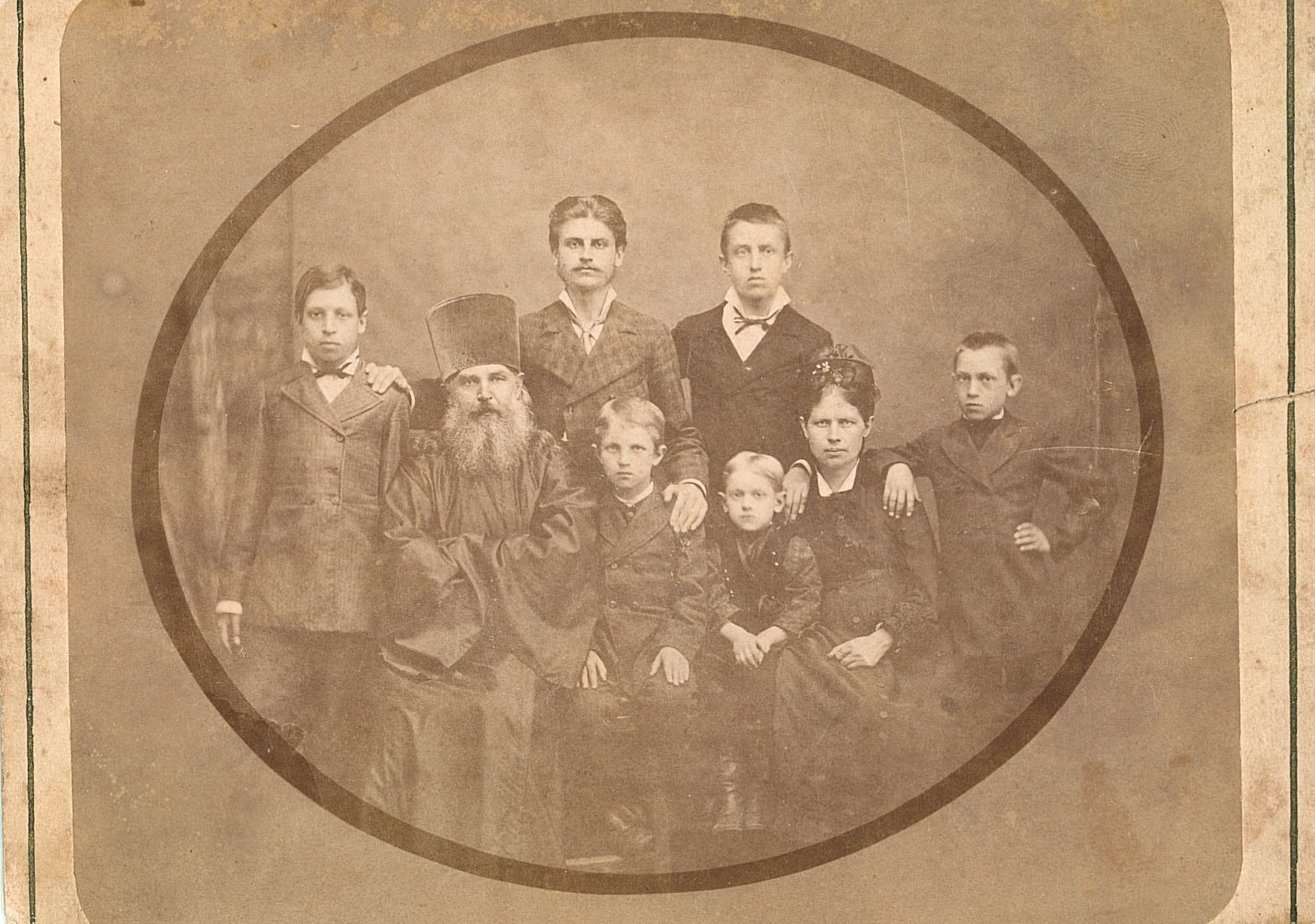
На фото: С.Ф. Виноградський з дружиною А.І. Виноградською та дітьми (Миколаєм, Василем, Олександром, Михайлом та Юрієм). 1879 р.

## Науково-етнографічний доробок
Краєзнавчий доробок Ю. Виноградського напрочуд розмаїтий. Він однаково успішно працював у галузі історії, археології, етнографії, топоніміки, діалектології, природознавства. Зокрема, дослідник здійснив майже суцільне обстеження старожитностей Середнього Подесення і відкрив понад 50 стоянок первісної людини, а також близько 10 давньослов'янських городищ. Впродовж багатьох років Ю. Виноградський збирав відомості про місцевих кобзарів та лірників, записував тексти фольклорних творів. Його перу належить низка студій про місцеву говірку, назви міст, сіл та річок Чернігівщини. Нарешті, Ю. Виноградському вдалося детально відтворити історію Сосниці та її околиць від найдавніших часів до початку XIX ст. Насичені фактами і цікавими спостереженнями праці Ю. Виноградського, що свого часу друкувалися у різних виданнях Академії наук України, повністю зберігають своє наукове та пізнавальне значення, а неопубліковані рукописи ще чекають на дослідників і видавців. Насамперед це стосується упорядкованого ним топонімічного словника Чернігівщини.

## Науково-етнографічна спадщина
1925
1. [ПОВІДОМЛЕННЯ про діяльність Сосницького історико-археологічного та етнографічного музею з дня його заснування] //Бюлетень Кабінету антропології та етнології ім. Хв. Вовка. — К., 1925. — Ч. 1. — С. 26.
1926
2. КОБЗАР П. В. Кулик //Етнографічний вісник. — К., 1926. — Кн. 3. — С. 64—66.
1927
3. МАРІЯ Дорошиха //Історико — географічний збірник. — К., 1927. — Т. І. — С. 32—39.
1928
4. ДО ДІЯЛЕКТОЛОГІЇ Задесення //Український діалектологічний збірник. — К., 1928. — Кн. 1. — С. 143–169.
5. СЕРЕДНЯ Чернігівщина наприкінці XVIII та на початку ХІХв. //Історико — географічний збірник. — К., 1928. — Т.ІІ. — С. 185–203.
6. СОСНИЦЯ та її околиці.: Топографічні й археологічні матеріали, перекази та історичні відомості //Чернігів і Північне Лівобережжя: Огляди, розвідки, матеріали. — К., 1928. — С. 147–169.
7. СПІВАК Антін Матющенко та його репертуар //Етнографічний вісник. — К., 1928. — Кн. 7. — С. 60—66.
1929
8. ДО ІСТОРІЇ колонізації середньої Чернігівщини //Історико — географічний збірник. — К., 1929. — Т.ІІІ. — С. 209–219.
1931
9. АРХЕОЛОГІЧНІ розшуки на Сосниччині 1927 р. //Хроніка археології та мистецтва. — К., 1931. — Вип. 5. — С. 33—44.
10. ДО ІСТОРІЇ колонізації середньої Чернігівщини, ч. IV. Литовська зверхність. Московське урядування (рр. 1356–1503—1618) //Історико — географічний збірник. — К., 1931. — Т.IV. — С. 109–143.
1936
11. ВІК торфу на в'юниському болоті //За соціалістичну Сосниччину (Сосниця). — 1936. — 24 трав.
12. РІДКІ знахідки речей з бронзи //За соціалістичну Сосниччину. — 1936. — 4 квіт.
13. ШКОЛИ на Сосниччині //За соціалістичну Сосниччину. — 1936. — 14 черв.
1937
14. РІДКІ наукові знахідки //Зоря комуни (Сосниця). — 1937. — 24 жовт.
15. СОСНИЦЬКІ торфовища //Зоря комуни. — 1937. — 2 жовт.
1938
16. НА ДОПОМОГУ музею В. І. Леніна //Зоря комуни. — 1938. — 18 лют.
1940
17. ЗРУШЕННЯ криги та замерзання р. Убеді й інших річок //Зоря комуни. — 1940. — 8 груд.
18. ПРО ПОВІДЬ в Сосницькому районі (з явищ природи) //Зоря комуни. — 1940. — 30 берез.
19. УБЕДЬ (загальні дані) //Зоря комуни. — 1940. — 22 листоп.
1941
20. ВЕЛИКІ повіді //Зоря комуни. — 1941. — 24 січ.
21. ПАМ'ЯТКИ первисно — общинного ладу //Зоря комуни. — 1941. — 7 лют., 9 лют.
1942
22. СОСНИЦЬКИЙ музей //Українське Полісся (Чернігів). — 1942. — 10 черв.
Співавт.: В.Білоровська.
1946
23. АРХЕОЛОГІЧНА експедиція на Сосниччині //Червоний прапор (Сосниця). — 1946. — 8 серп.
24. БІЛЬШЕ уваги садівництву //Червоний прапор. — 1946. — 3 жовт.
25. З ПИТАНЬ садівництва //Червоний прапор. — 1946. — 18 лют.
26. ІНТЕРЕСНІ знахідки //Червоний прапор. — 1946. — 13 жовт.
27. КЛІМАТ Сосницького району //Червоний прапор. — 1946. — 9 черв.
28. НАУКОВА робота Сосницького музею в 1945 р. //Червоний прапор. — 1946. — 13 січ.
29. ПРО ШКІЛЬНУ виставку //Червоний прапор. — 1946. — 5 верес.
1949
30. АРХЕОЛОГІЧНІ розкопки в околицях м. Сосниці //Червоний прапор. — 1949. — 15 верес.
Співавт.: Д.Лав'юк.
31. НАУКОВО — дослідницька експедиція в Сосницькому районі //Десн. правда (Чернігів). — 1949. — 27 верес.
Співавт.: Д.Лав'юк.
32. ОРГАНІЗОВАНО виставку [З нагоди 30-річчя смерті М.Щорса] //Червоний прапор. — 1949. — 28 серп.
Співавт.: Д.Лав'юк.
1950
33. В СОСНИЦЬКОМУ краєзнавчому музеї //Червоний прапор. — 1950. — 14 верес.
1952
34. РАННЕСЛАВЯНСКИЕ памятники в окрестностях г. Сосницы //Краткие сообщения Института археологии АН УССР. — К., 1952. — Вып. 1. — С. 50—52.
1955
35. АРХЕОЛОГИЧЕСКИЕ работы Сосницкого историко — краеведческого музея //Краткие сообщения Института археологии АН УССР. — К., 1955. — Вып. 5. — С. 86—93.
1957
36. НАЗВИ міст, сіл та річок Чернігівщини //Мовознавство. — К., 1957. — Т. XIV. — С. 29—39.
37. ХОЛМИ //Мовознавство. — К., 1957. — Т. XIV. — С. 12.
1958
38. УНІКАЛЬНИЙ експонат районного музею //Вечірній Київ. — 1958. — 11 жовт.
Співавт.: Д.Лав'юк.
1959
39. БЕРЕЖІТЬ пам'ять минулого //Червоний прапор. — 1959. — 14 серп.
Співавт.: Д.Лав'юк.
40. БУДІВНИЦТВО Сосницького цегельного //Червоний прапор. — 1959. — 8 лип.
41. В ЛІСАХ понад Убеддю //Червоний прапор. — 1959. — 19 груд.
42. ГЕРБ Сосниці //Червоний прапор. — 1959. — 1 листоп.
Ст. опубл. під псевдонімом Ю.Степанов.
43. ДЕ БУЛА в Сосниці кріпость //Червоний прапор. — 1959. — 11 жовт.
44. З МИНУЛОГО Сосниці //Червоний прапор. — 1959. — 27 верес.
45. ЗАДЕСЕННЯ //Червоний прапор. — 1959. — 24 листоп.
46. ЗВІДКИ назва річки Убідь // Червоний прапор. — 1959. — 4 верес.
Співавт.: Д.Лав'юк.
47. ЗВІДКИ ці назви //Червоний прапор. — 1959. — 23 серп.
Про назви сіл Велике Устя та Мале Устя Сосницького р-ну.
48. НА ЛУКАХ Сосниччини //Червоний прапор. — 1959. — 17 груд.
49. СОСНИЦЬКИЙ степок //Червоний прапор. — 1959. — 8 груд.
50. СОСНИЦЬКИЙ Тарас Бульба //Червоний прапор. — 1959. — 4 жовт.
Яків Скидан — сосницький полковник. XVII ст.
51. ХУТІР Синютин //Червоний прапор. — 1959. — 1 листоп.
1960
52. НАХОДКИ бронзовых украшений в Менском и Сосницком районах //Краткие сообщения Института археологии АН УССР. — К., 1960. — Вып. 9. — С. 96—98.
Співавт.: Д. І. Лав'юк.
53. ГАННІВКА — Веселе //Червоний прапор. — 1960. — 13 груд.
54. ДАЛЕКЕ минуле Сосниці і її жителів //Червоний прапор. — 1960. — 26 січ.
Співавт.: Д.Лав'юк.
55. З ІСТОРІЇ народної освіти Сосниччини // Червоний прапор. — 1960. — 7 листоп.
56. З ІСТОРІЇ села Савинок і його околиць //Червоний прапор. — 1960. — 29 груд.
57. ЛІСИ Сосниччини //Червоний прапор. — 1960. — 17 груд.
58. ЛЮТА //Червоний прапор. — 1960. — 22 листоп.
З історії місцевого урочища.
59. МИНУЛЕ і сучасне села Лав //Червоний прапор. — 1960. — 21 січ.
Співавт.: Д.Лав'юк.
60. НАВАЛА військ Яна Казиміра на Сосниччину //Червоний прапор. — 1960. — 12 берез.
Співавт.: Д.Лав'юк.
61. ПІВНІЧНО — СХІДНА околиця нашого селища //Червоний прапор. — 1960. −5 січ.
62. ПІСНЯ //Червоний прапор. — 1960. — 24 груд.
З історії місцевого озера.
63. СЕЛО Чорнотичі //Червоний прапор. — 1960. — 7 січ.
64. СОСНИЦЯ в час перепису населення 1666 року //Червоний прапор. — 1960. — 29 берез.
Співавт.: Д.Лав'юк.
65. СОСНИЧЧИНА в епоху Київської Русі //Червоний прапор. — 1960. — 6 лют.
Співавт.: Д.Лав'юк.
66. СОСНИЧЧИНА в складі Литви і Великого князівства Московського //Червоний прапор. — 1960. — 11 лют.
67. СОСНИЧЧИНА за часів Визвольної війни українського народу проти панської Польщі //Червоний прапор. — 1960. — 3 берез.
Співавт.: Д.Лав'юк.
68. СОСНИЧЧИНА під владою Польщі //Червоний прапор. — 1960. — 20 лют.
Співавт.: Д.Лав'юк.
69. УБІДЬ та її притоки //Червоний прапор. — 1960. — 29 листоп.
70. ШКОЛИ — ювіляри //Червоний прапор. — 1960. — 22 верес.
До історії села Велике Устя Сосницького р-ну.
1961
71. КОЗЛЯНИЧІ //Червоний прапор. — 1961. — 3 січ.
72. ЧУБАКОВА або Типова гора // Червоний прапор. — 1961. — 14 берез.
1962
73. СЛІДАМИ меланхленів //Вечірній Київ. — 1962. — 23 черв.
1964
74. ПРО ДЕЯКІ фонетичні особливості менських і сосницьких говірок на Чернігівщині в пам'ятках XVII-XVIII ст. //Українська діалектологія і ономастика. — К., 1964. — Т. 1 — С. 46—49.
75. ДЕЩО з історії Дягови //Колгоспна правда (Мена). — 1964. — 4 квіт.
76. КОБЗАРІ та лірники Менщини //Колгоспна правда. — 1964. — 25 лют.
77. МИНУЛЕ Менщини // Колгоспна правда. — 1964. — 16 січ.
78. СЕЛО Бужанка //Колгоспна правда. — 1964. — 25 квіт.
79. СЕЛО Жовтневе //Колгоспна правда. — 1964. — 21 трав.
80. СПОГАДИ про кобзарів і лірників Менського району Чернігівщини //Народна творчість та етнографія. — 1964. — № 1. — С. 64—66.
81. ТУРИСТИ //Колгоспна правда. — 1964. — 27 серп.
82. ЯКІВ Скидан — прототип Тараса Бульби //Колгоспна правда. — 1964. — 8 лют.
1973
83. РІД Олександра Довженка //Полум'яне життя: Спогади про Олександра Довженка. — К., 1973. — С. 122–123.
1991
84. ВУЛИЧКА імені Горького в Сосниці /Публ. М.Мірошниченко, передм. «Забутими сторінками» //Рад. патріот (Сосниця). — 1991. — 21 трав.
1995
85. ВУЛИЧКА імені Горького в Сосниці. Красна гора /Підгот. до друку та передм. М.Кравченка //Сіверян. літопис. — 1995. — № 4. — С. 137–138.
2005
86. ВУЛИЦЯ імені Горького в Сосниці. Убідь та її притоки. Кобзар П. В. Кулик //Сосницький край у серці України /Авт. колектив М.П Адаменко та ін. — Харків, 2005. — С. 150–156.
87. ВУЛИЧКА імені Горького в Сосниці. Убідь та її притоки. Кобзар П. В. Кулик //Сосниця і Сосниччина на хвилях віків /Авт. — упоряд. М. П. Адаменко та ін. — К., 2005. — С. 137–142.
2006
88. ПРО ДЕЯКІ пам'ятки старовини м. Чернігова /Підгот. до друку, прим. та передмова О. Б. Коваленка та Л. В. Ясновської //Скарбниця української культури: Зб. наук. праць. — Чернігів, 2006. — Вип. 7. — С. 168–171.
НЕОПУБЛІКОВАНІ ПРАЦІ Ю. С. ВИНОГРАДСЬКОГО
1926
89. ЗГАДКИ про землетрус в м. Сосниці. 15 грудня 1926. //Інститут рукопису Національної бібліотеки України ім. В. І. Вернадського НАН України. — Ф. Х. № 11581.- 11 арк.
1928
90. ІЗ ДЖЕРЕЛА забутого… (Відомості про економіку, промисловість, торгівлю в осередковій частині Чернігівщини з кінця XVIII ст. в зв'язку з даними часів новіших). 1928 р. //Інститут рукопису Національної бібліотеки України ім. В. І. Вернадського НАН України. — Ф. Х. № 11582. — 64 арк.
1929
91. ПЕРЕДІСТОРИЧНІ стоянки Нижнього Посейм'я та суміжного з ним Наддесення. 1929 //Чернігівський історичний музей ім. В. В. Тарновського. — Інв. № Ал 2059/7. — 8 арк.
92. СОСНИЦЬКИЙ музей. Про роботу музею. 8.06.1929 р. //Науковий архів Інституту археології НАН України. — Ф. ВУАК. — № 309 /16. — 2 c.
93. СОСНИЦЬКИЙ музей. Про роботу музею. 30.11.1929 р. //Науковий архів Інституту археології НАН України. — Ф. ВУАК. — № 507. — 34 с.
1930
94. АРХЕОЛОГІЧНІ пам'ятки долішньої течії р. Сейма (Правобережжя р. Сейма між с. Матіївкою та х. Ситином).1930 р. //Науковий архів Інституту археології НАН України. — Ф. ВУАК. — № 515. — 17 с.
95. ЗГАДКИ про деяких сосницьких кобзарів та лірників [Стаття]. [1930] //Інститут рукопису Національної бібліотеки України ім. В. І. Вернадського НАН України. — Ф. Х. № 16986-16987. — Арк. 14—18, 88—90.
96. ПАМ'ЯТКИ передісторичної індустрії на Сосницькому Поліссі. 1930 р. //Науковий архів Інституту археології НАН України. — Ф. ВУАК. — № 512. — 15 с.
97. ПАМ'ЯТКИ передісторичної індустрії на Сосницькому Поліссі. Машинопис. 1930. //Чернігівський історичний музей ім. В. В. Тарновського. — Інв. № Ал 2059/8. — 10 арк.
98. УСТЕНСЬКО — Марієнтальське коло передісторичних стацій Нижнього Посейм'я (Лівобережжя р. Сейма між Новими Млинами та с. В.Устям).1930 р. //Науковий архів Інституту археології НАН України. — Ф. ВУАК. — № 514. — 30 с.
1931
99. ПАМ'ЯТКИ передісторичної індустрії на Сосницькому Поліссі. 12.12.1931 р. //Науковий архів Інституту археології НАН України. — Ф. ВУАК. — № 513. — 15 с.
100. ПАМ'ЯТКИ передісторичної індустрії на Сосницькому Поліссі.[1931] //Науковий архів Інституту археології НАН України. — Ф. ВУАК. — № 327/9. — 20 с.
1932
101. АРХЕОЛОГІЧНІ здобутки в долинах рр. Десни й Сейма по великій поводі 1931 р. 1932 р. //Чернігівський історичний музей ім. В. В. Тарновського. — Інв. № Ал 2059/9. — 10 арк.
102. ВАЛ в околицях м. Мени та знахідки біля нього. 1932. //Чернігівський історичний музей ім. В. В. Тарновського. — Інв. № Ал 2059/11. — 6 арк.
103. НОВОЗНАЙДЕНІ в 1932 р. стоянки родового суспільства на Сосниччині. 1932. //Чернігівський історичний музей ім. В. В. Тарновського. — Інв. № Ал 2059/12. — 4 арк.
104. ПАМ'ЯТКИ з часів ранньої історії феодалізму та передфеодальних на Сосниччині. 1932. //Чернігівський історичний музей ім. В. В. Тарновського. — Інв. № Ал 2059/10. — 6 арк.
105. ПИСЬМЕННИЦЯ Жандр: [Стаття]. — Автограф. 23 грудня 1932 р. //Інститут рукопису Національної бібліотеки України ім. В. І. Вернадського НАН України. — Ф.103. — № 3. — 11 арк.
1933
106. НОВОЗНАЙДЕНІ в 1932 р. стації родового суспільства на Сосниччині. — 5.03.1933 р. //Науковий архів Інституту археології НАН України. — Ф. ВУАК. — № 510. — 14 с.
1935
107. АРХЕОЛОГІЧНІ дослідження в Сосницькому та Коропському районах в 1935 р. //Науковий архів Інституту археології НАН України. — Ф. 12. — № 13. — 5 арк.
108. НОВІ надбання з Бурімського городища. 22.12.35 р. //Науковий архів Інституту археології НАН України. — Ф. 12. — № 18. — 5 арк.
1937
109. АРХЕОЛОГІЧНІ роботи Сосницького музею в 1936 р. //Науковий архів Інституту археології НАН України. — Ф. 12. — № 14. — 11 арк.
110. ЗВІТ за роботу в галузі археології в 1936 р. 23.03.1937 р. //Науковий архів Інституту археології НАН України. — Ф. ВУАК. — № 511.
111. ІЗ АРХЕОЛОГІЧНИХ досліджень 1937 р. на Сосниччині. 1937. //Чернігівський історичний музей ім. В. В. Тарновського. — Інв. № Ал 2059/13. — 8 арк.
1938
112. ЗВІТ за археологічну роботу в 1937 р. [1938]. //Науковий архів Інституту археології НАН України. — Ф. 12. — № 15. — 12 арк.
1940
113. НЕСКОЛЬКО заметок по вопросу истории древних славян. [1940] //Науковий архів Інституту археології НАН України. — Ф. 12. — № 17. — [Б.с.].
114. НЕСКОЛЬКО сведений и догадок по вопросу истории древних славян. 1940. — 6 арк. //Чернігівський історичний музей ім. В. В. Тарновського. — Інв. № Ал 2059/14. — 8 арк.
1944
115. З РОЗШУКІВ слідів життя стародавніх слов'ян на Чернігівщині. 1944 //Чернігівський історичний музей ім. В. В. Тарновського. — Інв. № Ал 2059/15. — 3 арк.
1945
116. ПРО ДЕЯКІ пам'ятки старовини м. Чернігова. 25.03.45 //Науковий архів Інституту археології НАН України. — Ф. 12. — № 20. — 12 арк.
117. СТОЯНКА над р. Піснею. 1945 //Чернігівський історичний музей ім. В. В. Тарновського. — Інв. № Ал 2059/18. — 3 арк.
1946
118. НЕОЛІТИЧНІ стоянки Сосниччини. 1946 //Чернігівський історичний музей ім. В. В. Тарновського. — Інв. № Ал 2059/17. — 11 арк.
1947
119. СТОЯНКА над оз. Юровка. 1947 //Чернігівський історичний музей ім. В. В. Тарновського. — Інв. № Ал 2059/18. — 2 арк.
1953
120. К ВОПРОСУ о топографии древнего Чернигова в связи с лингвистическими данными. 1953 //Чернігівський історичний музей ім. В. В. Тарновського. — Інв. № Ал 2059/20. — 13 арк.
1954
121. ТАЙНИК р. Десны в окрестностях г. Сосницы. 1954 //Сосницький краєзнавчий музей ім. Ю. С. Виноградського. — Інв. № 2695. — 6 арк.
122. ТАЙНИК р. Десны в окрестностях Сосницы Черниговской обл. [1954] //Науковий архів Інституту археології НАН України. — Ф. 12. — № 470.
1955
123. АРХЕОЛОГІЧНІ вісті з Сосницького Наддесення. 1955 //Чернігівський історичний музей ім. В. В. Тарновського. — Інв. № Ал 2059/6. — 4 арк.
1957
124. ВОСПОМИНАНИЯ о пребывании в Соснице группы выдающихся деятелей литературы и искусства 8-9 сентября 1957 г. //Архів упорядника. — 2 арк.
125. ДЕЩО про батьківщину О. П. Довженка. [ Не раніше 1957 року] //Російський державний архів літератури и искусства. — Ф. 2081. — Оп. 1. — Спр. 1113. — Арк. 34—48.
1960
126. ЗЕМЛЯ Сосницкая: (Очерки из истории Черниговщины) //Інститут рукопису Національної бібліотеки України ім. В. І. Вернадського НАН України. — Ф.103. — № 2. — 29 арк.
127. К РОДОСЛОВНОЙ А. П. Довженко: Выписка из документа, хранящегося в Сосницком краеведческом музее //Архів упорядника. — 1 арк.
128. ПРЕДКИ О. П. Довженка: Історична довідка. 1960. Січень //Центральний державний архів-музей літератури і мистецтв України. — Ф. 690. — Оп. 4. — Спр. 191. — 2 арк.
1962
129. ЧЕРНИГОВЩИНА. Очерки истории городов, поселков и сел Черниговской области. Т. 1. //Державний архів Чернігівської області. — Ф. — Р2124. — Оп.1. — Спр.324. — 181арк.
130. ЧЕРНИГОВЩИНА. Очерки истории городов, поселков и сел Черниговской области. Т.2. //Державний архів Чернігівської області. — Ф. — Р2124. — Оп.1. — Спр.325. — 188 арк.
1964
131. ЗАГАДКОВИЙ скарб [1964] //Сосницький краєзнавчий музей ім. Ю. С. Виноградського. — 1 арк.
132. О. П.ДОВЖЕНКО цікавиться археологічними пам'ятками [1964] //Сосницький краєзнавчий музей ім. Ю. С. Виноградського. — 1 арк.
1965
133. З ФОЛЬКЛОРНИХ пережитків у минулому. 2 січня 1965 р. //Сосницький краєзнавчий музей ім. Ю. С. Виноградського. — 2 арк.
НЕДАТОВАНІ СТАТТІ ТА ЗАМІТКИ Ю. С. ВИНОГРАДСЬКОГО
134. ДЕЩО про Десну: Чорновий варіант //Сосницький краєзнавчий музей ім. Ю. С. Виноградського. — 2 арк.
135. ДЕЩО про мову населення Менщини //Сосницький краєзнавчий музей ім. Ю. С. Виноградського. — 2 арк.
136. ПЕРЕДІСТОРИЧНІ стації Нижнього Посейм'я та суміжного з ним Наддесення: (Коротке звідомлення) //Науковий архів Інституту археології НАН України. — Ф. ВУАК. — № 508. — 10 с.
137. ПЕРЕДІСТОРИЧНІ стації Нижнього Посейм'я та суміжного з ним Наддесення: (Коротке звідомлення) //Науковий архів Інституту археології НАН України. — Ф. ВУАК. — № 509. — 14 с.
138. ПРИКАЗКИ і прислів'я //Сосницький краєзнавчий музей ім. Ю. С. Виноградського. — 3 арк.
139. СВЯТОЗЕРСКИЙ клад //Сосницький краєзнавчий музей ім. Ю. С. Виноградського. — 2 арк.
140. ТОЛОКА //Сосницький краєзнавчий музей ім. Ю. С. Виноградського. — 1 арк.
141. ТОРФОВИЩНІ знаходища пам'яток матеріальної культури на Сосниччині //Науковий архів Інституту археології НАН України.- Ф.12. — № 227. — 17 арк.

## Вибрані праці
- [Архівовано 3 лютого 2015 у Wayback Machine.] Марія Дорошиха (З Сосницької старовини) // Історико-географічний збірник. — К., 1927. — Т. І
- Середня Чернігівщина наприкінці XVIII та на початку XIX в. [Архівовано 31 березня 2014 у Wayback Machine.] // Історико-географічний збірник. — К., 1928. — Т. ІІ